# Said Assagaff
Said Assagaff est un homme politique indonésien, gouverneur des Moluques depuis 2014.